# Melcher Melchers
Henrik Melcher Svensson dit Melcher Melchers, né le 30 mai 1882 à Stockholm où il est mort le 9 avril 1961, est un compositeur et professeur de musique suédois.

## Biographie
Entre 1897 et 1901, Melchers étudie au Conservatoire de Stockholm, principalement en tant que violoniste ; son professeur de composition est Johan Lindegren (1842-1908). Durant deux ans (1902-1903), il exerce comme violoniste et altiste dans divers orchestres de Stockholm.
En 1907, Melcher Melchers s'installe à Paris pour se perfectionner en composition musicale. Il étudie le contrepoint avec Georges Caussade. Il est influencé par l'école musicale française du début de XXe siècle, courant qui se reflète dans ses propres compositions. En janvier 1916, il rejoint la société « Lyre et Palette » qui organise des samedis musicaux à la salle Huyghens et en devient un temps le directeur musical, en lien avec Erik Satie,.
De retour chez lui en 1919, Melchers est nommé professeur d'harmonie et de contrepoint d'abord dans l'école de musique fondée par Karl Wohlfarth, puis, à compter de 1925, à l'École royale supérieure de musique de Stockholm, dont il devient membre en 1932. À une époque où l'influence allemande sur la vie musicale suédoise était sensible, le compositeur a bien du mal à s'affirmer, et ses créations sont alors relativement peu jouées. Melchers se sert de supports et méthodes pédagogiques empruntés à Théodore Dubois et Henri Reber.
Parmi les élèves de Melchers, on peut citer Erland von Koch, qui témoigna que Melchers lui inculqua le goût de la musique française.
En 1921, il épouse la pianiste Henrietta Hartog (1891-1971).
Au cours des années 1950-1960, l'œuvre de Melcher est cependant remise en perspective, et plus largement interprétée.

## Œuvre
- Sancte Spiritus, pour chant avec accompagnement de piano ou orgue et violon (1907)[5]
- Rapsodie suédoise, poème pour violon et orchestre (1914)
- Nacken, poème symphonique pour orchestre (1916)
- Élégie, poème symphonique pour orchestre (1919)
- La Kermesse, poème symphonique (1919)
- Quatuor à cordes en sol majeur (1922)
- Concerto pour piano no 1 (1923)
- Symphonie en ré mineur, opus 19 (1925)
- Concerto pour violon et orchestre (1927)
- Concerto pour piano no 2 (1931)